# Fleshgod Apocalypse
Fleshgod Apocalypse je italská symphonic deathmetalová kapela. Založena v roce 2007, konkrétně v hlavním městě Římě. Kapela podepsala smlouvy s nahrávacími společnostmi Willowtip a Nuclear Blast. Vydala šest studiových alb, poslední vyšlo v roce 2024 pod názvem Opera.

## Biografie
Fleshgod Apocalypse vznikli v dubnu 2007 a vydala své první demo, „Promo '07“. Fleshgod Apocalypse poté podepsali smlouvu s Neurotic Records. Začátkem roku 2008 skupina započala turné po Evropě, přičemž koncertovala s kapelami jako Behemoth, Origin, Dying Fetus, Hate Eternal, Suffocation, Napalm Death a mnoho dalších.
V květnu 2008 skupina nahrála své první album Oracles. V prosinci toho roku se skupina rozhodla podepsat smlouvu s Willowtip Records. Album Oracles bylo následně vydáno v roce 2009. Krátce po vydání Oracles se Tommaso Riccardi ujal vokálů a rytmické kytary, kterou předtím obstarával Francesco Paoli.
V roce 2010 bylo vydáno EP Mafia. Zahrnuje čtyři nové skladby a coververzi "Blinded by Fear" od skupiny At the Gates. Kapela zahájila další evropské turné se Suffocation krátce po skončení nahrávání Mafia. Při této cestě se uskutečnilo i turné po Rusku.
Až do roku 2010 byl bubeník Fleshgod Apocalypse Francesco Paoli současně ve své bývalé skupině Hour of Penance. Tu následně opustil, aby se mohl plně věnovat Fleshgod Apocalypse. V říjnu 2010 kapela podepsala celosvětovou smlouvu s vydavatelstvím Extreme Management Group, Inc. a začala skládat druhé studiové album. V květnu 2011 skupina uzavřela celosvětovou smlouvu s Nuclear Blast Records a začala pracovat na druhém albu. V této době se ke kapele oficiálně na plný úvazek přidal nový člen, Francesco Ferrini, pianista a tvůrce symfonických částí na albech Oracles a Mafia. Tato skutečnost se výrazně podepsala na pozdějším zvuku Fleshgod Apocalypse, i na jejich nadcházejícím albu.
Skupina vydala své druhé studiové album Agony 9. srpna 2011 v Severní Americe a 19. srpna 2011 v Evropě. Bonusová verze alba také obsahuje coververzi „Heartwork“ od deathmetalové skupiny Carcass.
Fleshgod Apocalypse vydala hudební klip pro skladbu „The Forsaking“ z alba Agony 22. prosince 2012.
Třetí album s názvem Labyrinth vydávají Fleshgod Apocalypse 16. srpna 2013 v Evropě, a 20. srpna 2013 v Severní Americe. Na albu se podílelo několik hostujících umělců včetně operní pěvkyně Veronicy Bordacchini. Koncept alba pojednává o řecké báji o Labyrintu na ostrově Knossos a jeho přirovnání k moderní době.
Fleshgod Apocalypse vydala své čtvrté album s názvem King 5. února 2016.
Dne 10. října 2017 skupina oznámila, že Tommaso Riccardi opustil skupinu. Bude nahrazen bubeníkem Francescem Paoli na vokálech, zatímco Fabio Bartoletti ze skupiny Deceptionist obsadí místo kytaristy. Pro tento okamžik bude novým bubeníkem David Folchitto ze Stormlord.
Páté studiové album nazvané Veleno bylo plánováno na květen roku 2019.

## Diskografie

### Studiová alba
- Oracles (2007)
- Agony (2011)
- Labyrinth (2013)
- King (2016)
- Veleno (2019)
- Opera (2024)

Demo
- Promo '07 (2007)

EP
- Mafia (2010)

## Členové kapely
- Cristiano Trionfera – kytara, zpěv (2007–současnost)
- Paolo Rossi – baskytara, zpěv (2007–současnost)
- Francesco Paoli – bicí, kytara, zpěv (2007–současnost)
- Francesco Ferrini – klavír (2010–současnost)